# Врбања (општина)
Врбања је насеље које се налази на југу Вуковарско-сремске жупаније, у Републици Хрватској. Седиште је истоимене општине.

## Историја
Врбања се први пут помиње 1443. године као Possesio Werbanya што значи Посед Врбања. Врбања и околна места кроз истрорију су припадала разним господарима. 1536. године овај крај освајају Турци. Када се Славонија почела ослобађати турске власти, аустријске власти на реци Сави формирају војни кордун за одбрану од Турака.
Од 1808. године Врбања припада под Петроварадинску пуковнију и улази у састав Бродске регименте са седиштем у Винковцима, односно 12. компаније са седиштем у Дреновцима. Од тада се подручје тих села која су се налазила у тој 12. компанији називају Цвелферија (од немачког zwölf = цвелф што значи дванаест). 1873. укинута је Војна крајина и од тада се села на овом подручју почињу развијати.

## Образовање
Школа у Врбањи основана је 1831. године по наредби пуковнијског заповедништва Бродске регименте. Од 1873. године врбањска општинска школа реформисана је у „Пучку школу“ са четири разреда и с наставом на хрватском језику.

## Демографија
На попису становништва 2011. године, општина Врбања је имала 3.940 становника, од чега у самој Врбањи 2.203.
По попису становника из 2001. године, Врбања има 2.952 становника.

## Попис1991.
На попису становништва 1991. године, насељено место Врбања је имало 3.138 становника, следећег националног састава:
| Попис 1991.‍   | Попис 1991.‍  | Попис 1991.‍ | Попис 1991.‍ | Попис 1991.‍ |
| ------------- | ------------ | ----------- | ----------- | ----------- |
|               |              |             |             |             |
| Хрвати        | Хрвати       |             | 2.991       | 95,31%      |
| Срби          | Срби         |             | 48          | 1,52%       |
| Муслимани     | Муслимани    |             | 17          | 0,54%       |
| Југословени   | Југословени  |             | 13          | 0,41%       |
| Македонци     | Македонци    |             | 6           | 0,19%       |
| Албанци       | Албанци      |             | 5           | 0,15%       |
| Словаци       | Словаци      |             | 5           | 0,15%       |
| Немци         | Немци        |             | 3           | 0,09%       |
| Словенци      | Словенци     |             | 3           | 0,09%       |
| Мађари        | Мађари       |             | 1           | 0,03%       |
| Роми          | Роми         |             | 1           | 0,03%       |
| Русини        | Русини       |             | 1           | 0,03%       |
| Украјинци     | Украјинци    |             | 1           | 0,03%       |
| неопредељени  | неопредељени |             | 16          | 0,50%       |
| регион. опр.  | регион. опр. |             | 8           | 0,25%       |
| непознато     | непознато    |             | 19          | 0,60%       |
| укупно: 3.138 |              |             |             |             |